# Batken (tỉnh)
Tỉnh Batken (Tiếng Kyrgyz: Баткен облусу, Batken oblusu; tiếng Nga: Баткенская область) là một tỉnh (oblast) của Kyrgyzstan. Thủ phủ đặt tại Batken. Phía đông giáp Tỉnh Osh, phía Tây và phía Bắc giáp tỉnh Sughd của Tajikistan và phía nam giáp các tỉnh Farg'ona và Andijon của Uzbekistan. Phấn phía bắc của Tỉnh là một thung lũng nông thôn bằng phẳng. Vùng đất leo dốc về phía nam tới các ngọn núi ở biên giới phía Nam: dãy núi Alay ở phía đông, và dải Turkestan ở phía tây.
Dân số của Tỉnh này là 380256 theo số liệu thống kê năm 2009. Trong số đó 24,2% sống ở 4 thị trấndvà 5 khu định cư đô thị và 75,8% sống ở khu nông thôn. Phần lớn (76.5%) dân số của Tỉnh này là người Kyrgyz ngoài ra còn có người Uzbeks (14.7%) và người Tajiks (6.9%), có một vài người Nga (0.8%), người Tatars (0.4%) và người Turks (0.2%).
Tỉnh Batken được thành lập vào ngày 12 tháng 10 năm 1999 từ phía tây của Tỉnh Osh. Điều này đáp ứng một phần các phong trào Hồi giáo Uzebekistan (IMU), với các căn cứ ở Tajikistan.

## Kinh tế và xã hội
- Dân số có việc làm: 157,300 (2008) [3]
- Dân số thất nghiệp: 5,499 (2008)[4]
- Xuất khẩu: 14.7 triệu Đôla Mỹ (2008)[5]
- Nhập khẩu: 53.6 triệu Đôla Mỹ (2008) [5]

## Dân số
Tính đến năm 2009, Tỉnh Batken có tổng cộng 4 thị trấn, 5 huyện và 198 thôn làng. Theo tổng điều tra dân số năm 2009 thì dân số của Tỉnh này là 380.3 nghìn người (dân số thực tế) hay 428.6 nghìn người (dân số theo luật pháp).

## Dân tộc
Theo tổng điều tra năm 2009, thành phần dân tộc của Tỉnh Batken gồmː
| Nhóm dân tộc  | Dân số  | Tỉ lệ phân bố |
| ------------- | ------- | ------------- |
| Kyrgyzs       | 327.739 | 76.5%         |
| Uzbeks        | 63.048  | 14.7%         |
| Tadjiks       | 29.569  | 6.9%          |
| Russians      | 3.560   | 0.8%          |
| Tatars        | 1.910   | 0.4%          |
| Turks         | 888     | 0.2%          |
| Uygurs        | 264     | 0.1%          |
| Các nhóm khác | 1.295   | 0.3%          |

## Các khu vực hành chính
Tỉnh Batken được chia thành 3 huyệnː
| Huyện            | Thủ phủ | Vị trí    |
| ---------------- | ------- | --------- |
| Kadamjay (huyện) | Pülgön  | Phía đông |
| Batken (huyện)   | Batken  | Ở Giữa    |
| Leilek (huyện)   | Isfana  | phía Tây  |

Ngoài ra còn có 4 Thị trấnː Batken, Isfana, Kyzyl-Kiya và Sulyukta. Và có 5 thành phố trực thuộc Tỉnh gồmː Chauvay, Khaidarkan, Sovetskiy, Kadamjay và Vostochny. 

## Các vùng ngoại ô

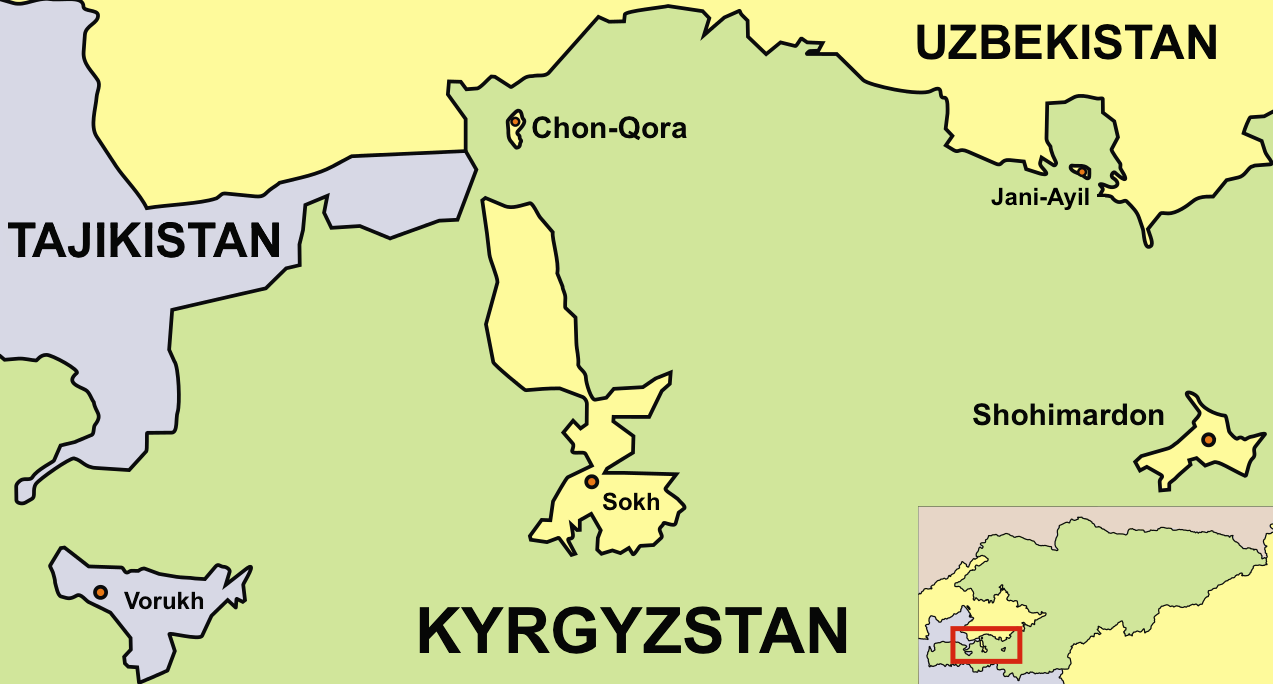
Bản đồ các vùng ngoại ô thuộc tỉnh Batken

Trong thời kỳ Liên bang Xô Viết, một số vùng ngoại ô được thành lập ở trên Tỉnh Baktken
So'x (hoặc Sokh) (40°02′39″B 71°05′39″Đ / 40,04417°B 71,09417°Đ) là một vùng ngoại ô của Uzbekistan, cách thành phố Battken khoảng 24 về phía đông. Trải rộng nhất trong số các hẻm núi, có diện tích ~ 234 km vuông, trải dài từ 3 đến 13 cây số từ đông sang tây, và khoảng 35 cây số về phía nam, và được băng qua đường cao tốc chính từ Batken đến Osh. Tajiks chiếm 99% dân số, trong đó năm 1993 là 42.800 người.
Chon-Qora and Qalacha (không nên nhầm lẫn với Qal'acha), ở phía bắc của So'xlà hai làng Uzbek trong một vùng đất rất nhỏ nằm trên sông Sokh. Nó có chiều dài 2 km dài 1 km với diện tích khoảng 3 km vuông. Đây là một phần của huyện Sokh thuộc vùng Fergana. Các làng Chon-Qora (hoặc ở Kyrgyz, Chongara) 40°15′3″B 71°02′15″Đ / 40,25083°B 71,0375°Đ và Qalacha (40°14′10″B 71°02′12″Đ / 40,23611°B 71,03667°Đ). [Note: The Kyrgyz Cyrillic alphabet contains three characters not present in the Uzbek alphabet. One of these characters is romanized from Kyrgyz as the digraph "ng," which is not present in romanized Uzbek words.]
Jani-Ayil (cũng được gọi là Dzhangail, Jangy-ayyl hoặc Khalmion) (40°12′1″B 71°39′43″Đ / 40,20028°B 71,66194°Đ) là một thành phố nhỏ của Uzbekistan, khoảng 60 km về phía Đông của Batken và trong phạm vi 1 km đường chính của biên giới Uzbekistan. Nó đo chỉ có 2 đến 3 km.
Kayragach (40°04′5″B 69°32′41″Đ / 40,06806°B 69,54472°Đ) là một vùng ngoại ô nhỏ của Tajikistan, nằm ở phía tây bắc gần khu vực ga đường sắt Stantsiya Kayragach, khoảng 130 km về phía tây của Batken. Biên giới ngăn cách nó từ thị trấn Tajalic của Qal'acha; do đó nó đôi khi được gọi là "Western Qal'acha".
Shohimardon (39°58′59″B 71°48′18″Đ / 39,98306°B 71,805°Đ) là một vùng ngoại ô của Uzbekistan, khoảng 80 km về phía Đông của Batken và 19 km về phía Nam của biên giới Uzbekistan. Nó có diện tích ~ 38,2 km2 và dân số năm 1993 là 5,100. Uzbek chiếm 91% dân số.
Vorukh (39°51′4″B 70°38′0″Đ / 39,85111°B 70,63333°Đ) là một vùng ngoại ô của Tajikistan, có diện tích khoảng 96,7 kilômét vuông, nằm cách Isfara 45 km về phía Namvà cách Batken 24 km về phía tây nam, bên bờ sông Karafshin. Dân số, phân bố trong 17 ngôi làng, ước tính khoảng 23.000 đến 29.000, trong đó 95% là Tajiks và 5% Kyrgyz